# 서울 이랜드 FC 2018 시즌
서울 이랜드 FC의 2018 시즌은 창단 후 4번째 시즌이다. 2017년 11월 17일 김병수 감독이 자진 사임하였으며, 2017년 12월 5일 김병수 전 감독의 후임으로, 구단 코치 출신인 인창수가 4대 감독으로 선임되었음이 발표되었다. 인창수는 아르헨티나 국적을 가지고 있으며, 이 국적을 보유한 것으로 K리그와 서울 이랜드 FC 역사상 최초의 아르헨티나 국적 감독이 되었다.

## 겨울 이적시장

### 영입
2017년 12월 12일 신인 선수 8명이 영입되었으며, 측면 공격수인 유정완, 원기종, 전석훈과 미드필더 박성우, 한지륜, 최한솔 그리고 센터백 이병욱과 골키퍼 강정묵이 영입되었다. 12월 29일 유니버시아드 대표 출신 공격수 탁우선을 영입하며, 신인 선수를 추가로 선발하였다. 2018년 1월 1일 상지대학교의 공격수 조재완을 영입하면서 신인 선수가 또 다시 추가되었고, 서울 이랜드 FC는 총 10명의 신인 선수가 입단하게 되었다. 뒤이어 베테랑들의 영입이 줄을 이었는데, 1월 2일 수원 삼성 블루윙즈의 미드필더 고차원을 FA로 영입하였다. 1월 3일 대전 시티즌으로부터 수비수 김태은을 영입하면서, 1년만에 구단에 돌아오게 되었다. 그러나 1월 4일 강원 FC로부터 K리그 승부조작 사건에 가담한 이력이 있는 수비수 안지호를 영입하면서, 팬들의 공분을 사기도 하였다. 또한 외국인 선수 교체도 이루어졌는데, 일본인 미드필더 와다 아쓰키와 와다 도모키가 계약이 종료되어 고국으로 돌아갔음이 알려졌다. 이 후 1월 5일 새로운 외국인 선수가 들어왔으며, K리그 최초의 베네수엘라 국적을 보유한 다니엘 페블레스 선수가 영입되었다. 베테랑들의 영입은 계속되었으며, 1월 6일 FC 서울로부터 윙어 조찬호를 영입하였고, 1월 7일 FC 안양 소속이었던 풀백 안동혁을 자유 계약으로 영입하였다. 1월 9일 아르헨티나 국적의 공격수 디에고 오스발도 비엘키비츠를 영입하였다. 2월 13일 수원 FC 소속 미드필더 김재웅을 영입하였다. 2017 시즌까지 아산 무궁화에서 군복무를 하였으며, 제대일자 때문에 선수단 합류가 늦어진 것이었음이 알려지기도 했다.

### 방출
2017년 12월 13일 골키퍼 이상기가 구단 공식 페이스북 페이지를 통해 짧막한 영상과 함께 선수 생활을 은퇴한다는 소식을 전하였다. 12월 19일 창단멤버였던 김성주가 울산 현대로 이적하면서, 가장 먼저 팀을 떠나 다른 팀으로 가게 된 선수가 되었다. 1월 1일을 기점으로, 임대 선수와의 계약이 종료되었으며, 주한성은 대구 FC로, 명준재는 전북 현대 모터스로, 안재훈은 수원 FC로 돌아갔다. 2018년 1월 4일 K리그 챌린지 2017 시즌 7골을 기록하며 팀 내 최다 득점자로 올라섰던 브라질 공격수 웨즐레이 알레스 마이올리누가 다시 FC 안양으로 돌아갔음이 발표되었다. 1월 5일 베테랑 미드필더 김태수가 FC 안양에 플레잉코치로 합류하였음이 안양 공식 페이스북 페이지를 통해 알려졌다.
1월 8일 자유계약 대상자로 나와 있던 12명의 선수 중, 공격수 조용태, 미드필더 최치원, 김창욱, 김준태, 유지훈, 안지현이 재계약되었음이 발표되었다. 곧이어 구단 공식 페이스북 페이지에서 선수단의 현황을 나타낸 자료가 올라왔으며, FA 대상자 중 김희원, 이도성, 김대광, 최병도는 팀을 떠나게 되었음이 알려졌다. 추가로 FA 대상자는 아니지만 최호정, 백지훈, 심영성이 계약 만료로 팀을 떠났고, 심광욱, 김현규, 정희웅과 계약을 해지하며 팀에서 떠나보냈다. 센터백 김연수는 팀과의 계약이 종료되었고, 곧바로 안산 그리너스 FC로 합류하였음이 발표되었다. 또한 센터백 조향기는 내셔널리그의 창원시청 축구단으로 임대를 떠났음이 밝혀졌다. 1월 31일 등번호가 발표되었고, 금교진과 고민혁이 선수단 내에 없음이 확인되었다. 시즌 개막 직전 구단 홈페이지를 통해 금교진은 구단으로 돌아왔음이 다시 밝혀졌다.

## 프리시즌
2018년 서울 이랜드 FC의 프리시즌 전지훈련 장소는 중국 쿤밍 시와, 대한민국 경주시이다. 1월 8일 쿤밍으로 출국하여, 1월 29일까지 첫 전지 훈련을 소화한다. 이 후 잠깐의 휴식기를 가지다가 2월 4일 경상북도 경주시로 전지 훈련을 떠나며, 2월 23일까지 경주에 머무른다.
경주에 머무르는 동안 서울 이랜드 FC는 팸 투어를 개최하여, 1박 2일간 팬들과 함께 시간을 나누었다.
2월 13일부터 전지훈련 장소를 울산광역시 울주군으로 변경하였다.

### 연습 경기 결과
| 날짜            | 상대팀       | 결과 | 스코어 | 득점                                         | 도움 | 경기장             |
| --------------- | ------------ | ---- | ------ | -------------------------------------------- | ---- | ------------------ |
| 2018년 1월 20일 | 대구 FC      | 승   | 1-0    | 비엘키에비츠                                 |      | 쿤밍               |
| 2018년 2월 6일  | 열린사이버대 | 패   | 2-3    | 박성우, 조재완                               |      | 경주, 알천체육공원 |
| 2018년 2월 7일  | 울산 현대    | 무   | 0-0    |                                              |      | 울산, 울산미포구장 |
| 2018년 2월 10일 | 창원시청     | 승   | 5-1    | 최한솔, 비엘키에비츠, 최오백, 탁우선, 조용태 |      | 경주, 알천체육공원 |
| 2018년 2월 13일 | 울산 현대    | 패   | 0-2    |                                              |      | 울산, 울산미포구장 |
| 2018년 2월 14일 | 옌볜 푸더    | 패   | 0-1    |                                              |      | 울산, 울산미포구장 |
| 2018년 2월 23일 | 상주 상무    | 승   | 1-0    | 최치원                                       |      | 울산, 울산미포구장 |

## 정규시즌

### 전반기
- 1라운드 
 vs 부천 (A) 1 : 0 패

```
선발 명단 : 
GK
 
김영광
 
DF
 
유지훈
 
 
2′
, 
안지호
 
 
46′
, 
김재현
 
 
90′
, 
감한솔
 
 45′
 
MF
 
최한솔
 
 45′
, 
김준태
, 
고차원
 
FW
 
원기종
 
 62′
, 
최오백
, 
비엘키에비츠

대기 명단 : 
강정묵
, 
전민광
, 
김태은
 
 45′
, 
김창욱
, 
조재완
 
 45′
, 
조찬호
 
 62′
, 
최치원
```

2018년 3월 4일 수원종합운동장에서 K리그2 2018시즌 첫 경기를 가졌다. 인창수 감독의 프로 사령탑 데뷔전이었으며, 선발 명단에 포함된 미드필더 최한솔과 원기종도 프로 데뷔 무대를 가졌다. 포메이션은 4-2-3-1 형태였으며, 공격형 미드필더 자리에는 고차원이 자리잡았다. 36분 경 수원 FC 진영에서 날아온 크로스를 수원의 풀백 김범용이 헤더로 페널티 박스안에 밀어준 공을 마테우스가 지켜내 좌측에 공간을 확보한 김동찬에게 패스하였고, 김동찬은 기회를 놓치지 않고 마무리지으며 결승골을 기록하였다. 서울 이랜드 FC는 전반적으로 어려운 양상 속에서 고전했으며, 위기 상황에서 김영광의 선방이 빛났을 뿐이었다. 고차원과 최오백이 각각 좋은 슈팅을 기록하기도 했으나, 득점은 기록하지 못하고 1라운드를 마무리지었다. 서울 이랜드 FC는 4년 연속 1라운드 무승의 고리를 끊지 못하게 되었다.
- 2라운드 
 vs 부산 아이파크 (H) 2 : 2 무

```
선발 명단 : 
GK
 
김영광
 
DF
 
유지훈
 
 74′
, 
안지호
, 
전민광
, 
김태은
 
 
67′
 
MF
 
김준태
 
 
31′
, 
고차원
 
 27′
, 
최치원
 
 
88′
 
FW
 
원기종
 
 45′
, 
최오백
, 
비엘키에비츠
 
 
54′

대기 명단 : 
강정묵
, 
김재현
 
 74′
, 
김창욱
, 
유정완
, 
조재완
 
 27′
, 
조찬호
 
 45′
 
 
48′
, 
전석훈
```

2018년 3월 11일 서울올림픽주경기장에서 K리그2 2018시즌 첫 서울 이랜드의 홈 경기를 가졌다. 선발 라인업은 크게 변하지 않았으나, 감한솔이 부상으로 인해 포함되지 않았고, 공격형 미드필더 자리에 최치원이 서고, 고차원은 중앙 미드필더 자리에 들어갔다. 전반 21분 경 우측 코너킥 상황에서 올라온 공을 부산 아이파크의 스트라이커 알레망이 선 자리에서 헤더로 마무리 지으며, 간단하게 실점을 허용하였다. 이 후 미드필더 고차원이 경합 과정에서 부상을 당해 교체 아웃되고 조재완이 교체 투입 되었다. 후반 시작과 동시에 원기종이 조찬호와 교체되었고, 얼마 지나지 않아 비엘키에비츠가 때린 슈팅이 세컨드 볼로 흐른 것을 조찬호가 마무리 지으며 동점골을 기록하였다. 54분 경 디에고 비엘키에비츠가 부산의 압박이 느슨한 틈을 타 중거리포를 쏘아 올렸으며, 이것이 그대로 득점으로 연결되며 팀의 역전골에 기여하게 되었다. 그러나 72분 경 좌측 코너킥 상황에서 올라온 공을 부산이 받아 뒤로 넘겨주며, 부산의 풀백 김치우가 어렵게 마무리 지으며 동점골을 기록하였다. 경기는 2 : 2 무승부로 마무리 지어졌다. 서울 이랜드 FC는 4년 연속 홈 개막전 무승의 고리를 끊지 못하게 되었다.
- 3라운드 
 vs 대전 시티즌 (A) 1 : 0 패

```
선발 명단 : 
GK
 
김영광
 
DF
 
유지훈
, 
안지호
 
 
55′
, 
전민광
, 
김태은
 
MF
 
조재완
, 
최한솔
 
 
33′
 
 
75′
, 
최치원
 
 69′
 
FW
 
조찬호
 
 57′
, 
최오백
, 
비엘키에비츠
 
 74′

대기 명단 : 
강정묵
, 
김재현
 
 57′
, 
감한솔
, 
유정완
 
 69′
, 
다니엘 페블레스
 
 74′
, 
전석훈
, 
조용태
```

2018년 3월 18일 대전월드컵경기장에서 K리그2 2018시즌 3라운드 경기를 가졌다. 이 날 경기에선 조재완과 조찬호가 팀에서의 첫 선발 명단에 이름을 올리게 되었다. 전반 13분 경 조재완이 유효슈팅을 날리는 한편, 디에고 비엘키에비츠의 안타까운 슈팅도 기록이 되었으나 전반전은 양팀 모두 득점 없이 0 : 0으로 마무리되었다. 후반 8분 경 세트피스 공격 상황에서 안지호가 대전 수비수 조태근과 몸싸움을 벌이다, 주먹으로 조태근의 가슴을 치는 파울을 범했다. 처음에는 주심이 상황 판단을 하지 못했으나, 이내 VAR 판정이 내려졌고, 안지호는 다이렉트 퇴장을 당하게 되었다. 이 후 윙어 조찬호를 수비수 김재현으로 대체하며, 수비진의 안정화를 우선 적용하였고 간간히 전민광의 헤더 슈팅 등 득점을 노리는 장면도 연출하였다. 그러나 후반 30분 경 좌측에서 돌파해 들어오던 대전 미드필더 쇼흐루흐 가도예프를 미처 막아내지 못한 최한솔이 가도예프를 잡아 당긴 것이 PK로 선언되었고, 33분에 이미 경고 카드를 한 장 받았던 최한솔은 두번째 경고 카드를 받으며 퇴장을 당하게 되었다. 대전 공격수 페드루가 페널티킥을 성공시켰고, 팀은 9명만을 가지고 싸워야 하는 힘겨운 상황에 놓이게 되었다. 그러나 공격적인 장면은 거의 연출하지 못하였지만, 추가 실점을 허용하지 않으면서 1점차 패배로 경기를 마무리지었다. 이 날의 패배로 인해 서울 이랜드 FC는 단순히 일 수로만 무승 200일째를 넘기게 되었다.
- 4라운드 
 vs 광주 FC (H) 0 : 0 무

```
선발 명단 : 
GK
 
김영광
 
DF
 
유지훈
 
 
2′
, 
김재현
, 
전민광
, 
김태은
 
MF
 
조재완
, 
김준태
 
 
64′
 
 69′
, 
유정완
 
 45′
 
FW
 
다니엘 페블레스
 
 57′
, 
최오백
, 
조용태
 
 75′

대기 명단 : 
강정묵
, 
감한솔
 
 45′
, 
최한솔
, 
김재웅
 
 69′
, 
전석훈
 
 75′
, 
탁우선
```

2018년 3월 24일 서울올림픽주경기장에서 K리그2 2018시즌 4라운드 경기를 가졌다. 이 날 본래 디에고 비엘키에비츠가 선발 출장할 예정이었으나, 경기 시작 직전 워밍업 도중 부상을 당해 조용태가 대신하여 출장하게 되었다. 전반 18분 경 조재완이 페널티 박스 바깥에서 중거리 슛을 노렸으나 아쉽게 빗나가고 말았다. 이 외에는 광주 FC가 공격을 밀어붙이며 대다수의 슈팅 기록을 가져갔다. 후반 4분 경 감한솔이 광주의 미드필더 나상호를 잡아채 넘어뜨린 것이 PK로 선언되었다. 그러나 키커로 나선 광주 공격수 스르잔 부야클리야가 정가운데로 찬 공을 김영광이 손쉽게 막아내며, 팀의 패배를 막아냈다. 이 후 김재웅, 전석훈 등 새로운 선수들을 투입하며 분위기를 반전시켜 보려고도 했지만, 특별한 장면 없이 경기를 마무리지었다.
- 5라운드 
 vs 부천 FC 1995 (H) 2 : 4 패

```
선발 명단 : 
GK
 
김영광
 
DF
 
유지훈
, 
김재현
, 
전민광
, 
감한솔
 
MF
 
최한솔
 
 
35′
 
 45′
, 
김준태
 
 57′
, 
조재완
 
 
28′
 
FW
 
다니엘 페블레스
 
 69′
, 
최오백
 
 
30′
 
 
90′
, 
유정완

대기 명단 : 
강정묵
, 
이병욱
, 
김태은
 
 45′
, 
김창욱
, 
김재웅
, 
전석훈
 
 69′
, 
탁우선
 
 57′
```

2018년 3월 31일 서울올림픽주경기장에서 K리그2 2018시즌 5라운드 경기를 가졌다. 이 전과 달리, 톱 자원으로 유정완이 선발 출격하였다. 전반 초반 부천 FC 1995에게 슈팅을 연달아 내주는 등 전반적으로 밀리는 양상이었으나, 28분 경 다니엘 페블레스가 왼쪽에서 넣어준 패스를 조재완이 받아 부천 수비수 임동혁을 달고 드리블해 들어간 뒤 슈팅을 때렸으며, 이것이 부천 골키퍼 최철원의 왼발을 맞고 들어가 선제골이 기록되었다. 이는 조재완의 프로 데뷔골이었다. 2분 뒤 역습 상황에서 유정완이 중앙에서 오른쪽으로 찌른 스루 패스를 최오백이 받아 드리블을 친 뒤, 슈팅을 하였으며 이 것이 들어가 서울 이랜드 FC가 전반전에 2점차 리드를 잡게 되었다. 그러나 후반 11분 경 부천의 미드필더 이현승이 앞으로 띄워준 공을 윌리앙 포프가 해결하며 추격골을 허용하게 되었다. 후반 18분 코너킥 상황에서 문기한이 올린 공을 진창수가 헤더로 마무리하며, 동점골까지 허용하였다. 이 후 지속적으로 분위기를 내준 서울 이랜드는, 후반 35분 코너킥 상황에서 다시 문기한이 올린 공을 임동혁이 헤더로 꽂아 넣은 것을 허용하며, 두 골 차 리드를 지키지 못하고 역전골을 내주었다. 후반 44분 부천의 미드필더 이정찬이 수비수 전민광의 수비 실수를 가져가며 드리블 해 나간 뒤, 왼쪽에 침투해 들어온 진창수에게 공을 넘겨주었고, 진창수가 이를 마무리지으며 팀의 네번째 골을 기록하였다. 이는 부천 FC 1995로 하여금 잠실 원정에서 거둔 첫 승리이기도 하였다. 서울 이랜드 FC는 FC 안양보다 한 단계 위인 9위로 라운드를 마무리지었다.
- 6라운드 
 vs 성남 FC (H) 1 : 1 무

```
선발 명단 : 
GK
 
김영광
 
DF
 
유지훈
, 
안지호
, 
전민광
 
 
80′
, 
김태은
 
MF
 
최한솔
 
 45′
, 
김준태
, 
조재완
 
 
10′
 
 73′
 
FW
 
다니엘 페블레스
, 
최오백
, 
유정완
 
 57′

대기 명단 : 
강정묵
, 
이병욱
, 
안동혁
, 
김창욱
, 
김재웅
 
 45′
 
 
81′
, 
최치원
 
 57′
, 
탁우선
 
 73′
```

2018년 4월 8일 서울올림픽주경기장에서 K리그2 2018시즌 6라운드 경기를 가졌다. 선발 라인업은 이전 라운드에 선발로 출전한 감한솔 대신 김태은이 나온 것 이외에는 달라진 것이 없었다. 전반 10분 경 서울 이랜드가 중원에서 가로챈 공을 다니엘 페블레스가 조재완에게 넘겨 주었고, 조재완이 이를 그대로 드리블해 돌파하다가 한번 방향을 꺾은 뒤 때린 슈팅이 성남 FC의 골키퍼 김동준의 손을 맞고 굴절되어 골대 안으로 들어가 선제골이 기록되었다. 이 후 양팀이 공방을 펼치다 전반 종료 직전에 성남 FC가 얻어낸 프리킥에서, 성남의 미드필더 문상윤이 올린 공을 수비수 연제운이 논스톱으로 공의 방향을 바꾸는 슈팅을 때리며, 골망을 흔들고 동점골이 기록되었다. 후반전에 들어서 양팀 모두 교체 선수를 활용하며 승리를 따내려 노력했으나, 추가 득점 없이 경기가 종료되었다.
- 7라운드 
 vs FC 안양 (H) 1 : 0 승

```
선발 명단 : 
GK
 
김영광
 
DF
 
감한솔
, 
안지호
, 
전민광
, 
김태은
 
MF
 
최한솔
 
 72′
, 
김준태
, 
조재완
 
 84′
 
FW
 
다니엘 페블레스
, 
최오백
, 
최치원
 
 78′

대기 명단 : 
강정묵
, 
안동혁
, 
김재웅
 
 72′
, 
김창욱
 
 84′
, 
전석훈
, 
유정완
, 
탁우선
 
 78′
```

2018년 4월 14일 서울올림픽주경기장에서 K리그2 2018시즌 7라운드 경기를 가졌다. 이 날 최전방 스트라이커는 최치원이 출격하였다. 전반 18분 경 서울 이랜드 기준 경기장 우측에서 FC 안양의 수비수가 백패스를 한 것을 골키퍼 전수현이 공의 타점을 못잡아 빚맞은 것이 그대로 골대 안으로 들어가 행운의 득점을 기록하였다. 이 후 FC 안양이 지속적으로 서울 이랜드의 골문을 두들겼으나, 득점에 실패하였다. 경기는 그대로 종료되었고, 서울 이랜드 FC는 232일 만의 승리를 거두었으며, 시즌 첫 승을 신고하게 되었다.
- 8라운드 
 vs 아산 무궁화 (H) 0 : 0 무

```
선발 명단 : 
GK
 
김영광
 
DF
 
김태은
, 
안지호
, 
전민광
, 
안동혁
 
 45′
 
MF
 
김창욱
, 
김준태
, 
조재완
 
FW
 
최치원
 
 62′
, 
최오백
, 
비엘키에비츠
 
 80′

대기 명단 : 
강정묵
, 
감한솔
 
 45′
, 
최한솔
, 
김재웅
 
 62′
, 
유정완
, 
페블레스
, 
탁우선
 
 80′
```

2018년 4월 22일 서울올림픽주경기장에서 K리그2 2018시즌 8라운드 경기를 가졌다. 디에고 비엘키에비츠가 복귀전을 가졌고, 김창욱이 시즌 첫 선발전, 안동혁이 서울 이랜드에서의 첫 무대에 서게 된 경기였다. 전반전에 코너킥 상황을 많이 내주었지만, 실점없이 종료되었다. 후반전에 들어서 서로 득점 찬스에 가까운 상황을 만들었으나, 결과론적으로는 아무도 확실한 상황을 만들어내지 않았다. 경기는 0 : 0 무승부로 종료되었고, 서울 이랜드는 9위로 라운드를 마무리지었다.
- 9라운드 
 vs 안산 그리너스 (H) 2 : 1 승

```
선발 명단 : 
GK
 
김영광
 
DF
 
감한솔
, 
안지호
, 
전민광
, 
김태은
 
 
70′
 
MF
 
김창욱
, 
김준태
, 
최치원
 
 37′
 
FW
 
유정완
 
 52′
, 
안동혁
 
 66′
, 
비엘키에비츠
 
 80′

대기 명단 : 
강정묵
, 
김재현
, 
유지훈
, 
최한솔
, 
김재웅
 
 37′
 
 
90′
, 
원기종
 
 66′
, 
조재완
 
 52′
 
 
78′
 
 
90+4′
```

2018년 4월 29일 서울올림픽주경기장에서 K리그2 2018시즌 9라운드 경기를 가졌다. 최오백이 경고 누적 징계로 인해 선발 라인업에서 제외 되었으며, 그 자리는 안동혁이 메우게 되었다. 전반 12분 경, 안산의 미드필더 장혁진이 프리킥 상황에서 페널티박스 안으로 띄운 공을 박진섭이 헤더로 돌려넣으며 선제골이 기록되었다. 후반전이 들어 서울 이랜드는 계속해서 안산의 골문을 두드리는 한편, 안산의 공격을 막아내는 데 힘쓰고 있었다. 그러나 70분 경 김태은이 김태현에게 태클을 하다 발이 높아 스터드가 허벅지를 가격하게 되었고, 다이렉트 퇴장을 당하고 말았다. 한 명이 부족한 상황이 되어, 윙어 원기종을 급하게 풀백으로 내리며 플레이를 하게 되었다. 그런데 78분 경 교체되어 들어온 조재완이 왼쪽에서부터 드리블 해 들어오다 감아 찬 중거리 슈팅이 골문 안으로 빨려들어가며 동점골이 기록되었다. 더군다나 후반 추가시간 4분이 종료되기 직전, 안산의 골키퍼 황성민이 압박해 들어오던 비엘키에비츠 때문에 당황하여 볼처리를 실수한 것이 조재완의 앞에 떨어졌고, 조재완이 재차 마무리를 성공시키며 팀의 버저비터 역전골을 기록하게 되었다. 서울 이랜드 FC는 안산전 무패 기록을 이어나가는 한 편, 4월 한 달 무패라는 나름의 의미를 가지고 가게 되었다. 순위는 8위로 소폭 상승했다.
- 11라운드 
 vs 부산 아이파크 (A) 2 : 0 패

```
선발 명단 : 
GK
 
김영광
 
DF
 
유지훈
, 
안지호
 
 
71′
, 
전민광
, 
감한솔
 
MF
 
김창욱
, 
김준태
 
 71′
, 
유정완
 
 45′
 
FW
 
최오백
, 
안동혁
 
 12′
, 
비엘키에비츠

대기 명단 : 
강정묵
, 
김재현
, 
최한솔
 
 71′
, 
전석훈
, 
원기종
 
 12′
, 
조찬호
 
 45′
, 
탁우선
```

2018년 5월 13일 구덕운동장에서 K리그2 2018시즌 11라운드 경기를 가졌다. 김태은이 지난 경기 퇴장 징계로 인해 선발 라인업에서 제외 되었으며, 김재웅 또한 사후징계를 받아 결장하게 되었다. 전반 12분 경, 안동혁이 부상으로 쓰러져 이른 시간에 경기장을 떠나게 되었다. 19분 경 경기장 좌측에서 페널티 박스 안으로 드리블 돌파해 오던 부산의 윙어 김문환을 저지하다가 감한솔이 저지를 파울로 인해 페널티킥이 선언되었고, 이를 호물루가 성공시키며 부산이 한 점 앞서 나가게 되었다. 후반 시작하자마자 유정완이 부상에서 막 복귀한 조찬호와 교체되었다. 그러나 51분 경 교체 투입된 부산의 공격수 한지호가 경기장 우측 돌파 후 각이 없는 곳에서 슈팅을 때린 것이 골문 안으로 빨려 들어가며 추가골이 터졌다. 경기는 2 : 0 홈 팀 부산의 승리로 끝이 났다.
- 12라운드 
 vs 부산 아이파크 (A) 0 : 3 승

```
선발 명단 : 
GK
 
김영광
 
DF
 
유지훈
, 
안지호
 
 
33′
 
 
80′
, 
전민광
, 
김재현
, 
최오백
 
 
81′
 
MF
 
김창욱
, 
김준태
 
 74′
, 
박성우
 
 58′
 
FW
 
탁우선
 
 55′
, 
비엘키에비츠

대기 명단 : 
강정묵
, 
이병욱
, 
감한솔
, 
최한솔
 
 58′
 
 
64′
, 
유정완
 
 74′
, 
원기종
, 
조찬호
 
 55′
```

2018년 5월 19일 부천종합운동장에서 K리그2 2018시즌 12라운드 경기를 가졌다. 이 날은 평소와 다르게 백3 전술로 구성이 되었으며, 우측 풀백으로 최오백이 낙점되었다. 전반 34분 경 부천이 얻어낸 프리킥을 문기한이 오른쪽 구석을 노렸으나 김영광의 선방에 의해 막혔다. 전반전이 지나 후반전에 돌입하였고, 교체 투입된 최한솔이 64분 경 김영광의 골킥을 유지하여 페널티박스 안에서 공간을 창출한 이후 데뷔골을 기록하였다. 그러나 69분 경 페널티 박스안에서 파울을 범한 서울 이랜드였기에 윌리앙 포프의 킥을 막았어야 했다. 그런데 이 상황을 김영광이 선방으로 모면하며 팀을 위기에서 구해냈다. 이후 80분 경 우측에서 얻어낸 코너킥 상황에서 최오백이 올린 공을 안지호가 헤더로 해결하며 팀의 두번째 득점을 기록하였다. 얼마 지나지 않아 벌어진 역습상황에서 최오백과 비엘키에비츠가 서로 주고 받은 공을 최오백이 최후의 순간에 슈팅을 한 것이 득점으로 연결되며, 경기는 0 : 3 원정 팀 입장인 서울 이랜드 FC의 승리로 끝이 났다. 라운드 종료 이후 서울 이랜드는 7위를 기록하게 되었다.
- 13라운드 
 vs FC 안양 (A) 2 : 0 패

```
선발 명단 : 
GK
 
김영광
 
DF
 
유지훈
, 
김태은
, 
전민광
 
 
65′
, 
김재현
, 
최오백
 
MF
 
김준태
, 
박성우
 
 45′
, 
김재웅
 
 64′
 
FW
 
탁우선
 
 24′
, 
비엘키에비츠
 
 
67′

대기 명단 : 
강정묵
, 
이병욱
, 
감한솔
, 
최한솔
, 
김창욱
 
 24′
, 
조재완
 
 64′
, 
조찬호
 
 45′
```

2018년 5월 28일 안양종합운동장에서 K리그2 2018시즌 13라운드 경기를 가졌다. 부천전과 마찬가지로 백3 전술로 구성이 되었으며, 수비수 안지호가 경고누적 징계로 인해 결장하여 김태은이 센터백을 대신해서 섰다. 전반 24분 선발로 나섰던 스트라이커 탁우선이 조기교체되었다. 대신해서 김창욱이 들어옴과 동시에 포백으로 변형이 시도되었고, 김태은은 오른쪽 풀백으로 돌아가게 되었다. 전반전 종료 직전 안양의 미드필더 최재훈이 다이렉트 퇴장을 당하면서 서울 이랜드는 수적 우위를 점하게 되었다. 전반전 이후 박성우가 조찬호와 교체되었다. 별다른 소득 없는 경기력이 지속되었고, 62분경 왼쪽에서 발생한 코너킥에서 안양의 알레스가 헤더로 결정지으며 0의 균형이 깨지게 되었다. 실점 직후 64분 경 김재웅이 조재완과 교체되었다. 이 후 서울 이랜드는 지속적으로 득점을 노리는 전개를 펼쳤으나, 슈팅까지 가져가는 데에 어려움을 겪었다. 결국 90분 경 교체들어온 안양의 정재희가 오른쪽 측면을 돌파한 이후 알레스가 때린 슛을 김영광이 쳐냈으나 뒤따라 쇄도하던 문준호가 해결하며 경기는 2 : 0으로 종료되었다.
- 14라운드 
 vs 안산 그리너스 (A) 0 : 2 승

```
선발 명단 : 
GK
 
김영광
 
DF
 
김태은
, 
전민광
, 
안지호
, 
김재현
, 
최오백
 
MF
 
김준태
 
 69′
, 
박성우
 
 
32′
 
 45′
, 
김재웅
 
 75′
 
FW
 
조재완
 
 
89′
, 
비엘키에비츠
 
 
40′

대기 명단 : 
강정묵
, 
이병욱
, 
감한솔
, 
최한솔
 
 75′
 
 
77′
, 
김창욱
 
 45′
, 
원기종
, 
조찬호
 
 69′
```

2018년 5월 28일 안산와~스타디움에서 K리그2 2018시즌 14라운드 경기를 가졌다. 서울 이랜드는 세 경기 연속으로 백3 전술을 들고 나왔다. 기본적으로 내려앉아 역습을 노린 서울 이랜드는 전반 40분 경 중원에서 김준태가 올린 크로스를 박스 안에 있던 비엘키에비츠가 받아 해결하며 선제골을 기록하였다. 후반전에도 역습형 전술을 이어나갔고, 중원에서 치열한 볼다툼이 이어졌다. 89분 경 교체되어 들어온 조찬호가 경기장 중앙을 가로질러 드리블 한 이후 좌측에서 쇄도하던 조재완에게 넘겨주었고, 이 것이 득점으로 연결되며 경기는 2 : 0 서울 이랜드의 승리로 종료되었다. 이 경기 승리로 인해 서울 이랜드는 안산 창단 이후로 상대 전적 무패를 이어나가게 되었다.
- 16라운드 
 vs 아산 무궁화 (A) 3 : 0 패

```
선발 명단 : 
GK
 
김영광
 
DF
 
김태은
 
 52′
, 
전민광
 
 
36′
, 
안지호
, 
김재현
, 
최오백
 
MF
 
김준태
, 
김창욱
 
 72′
, 
김재웅
 
 
16′
 
FW
 
조재완
, 
비엘키에비츠
 
 11′

대기 명단 : 
강정묵
, 
이병욱
, 
감한솔
 
 52′
, 
유지훈
 
 11′
, 
박성우
, 
유정완
, 
조찬호
 
 72′
```

2018년 6월 9일 이순신종합운동장에서 K리그2 2018시즌 16라운드 경기를 가졌다. 경기 시작 11분 만에 공중볼 경합 과정에서 디에고 비엘키에비츠가 안면 부상을 당해 구급차에 실려나갔다. 이를 대체하기 위해 풀백 유지훈이 들어왔다. 전반 37분 경 아산의 풀백 이으뜸이 올린 공을 공격수 이재안이 헤더로 결정지으며 한 골 달아나기 시작했다. 뒤이어 40분 경 아산의 미드필더 조성준이 오른쪽에서 나온 스로인을 받아 우측 골라인을 드리블 돌파 한 후 칩샷으로 공을 넘겼고, 한의권이 뒤따라 침투하다 공을 골대 안으로 밀어넣으며 경기의 우위를 완전히 점하였다. 70분 경 김재웅의 드리블 실패 이후 발생한 역습 상황에서 김종국이 찔러준 스루패스를 이재안이 받아 해결하며 경기는 3 : 0 아산의 완승으로 기울어졌다. 서울 이랜드는 반등의 기회를 놓치고 8위에 머무른 채 전반기를 마무리지어야 했다.

### 여름 이적시장
5월 8일 구단 공식 페이스북 페이지를 통해, 다니엘 페블레스가 아내의 출산 문제로 어머니가 계신 스페인으로 돌아가게 되었다는 메시지 영상이 업로드 되었다. 이로써 다니엘 페블레스는 짧은 시일 내에 팀을 떠나게 되었다.
6월 20일 경남 FC로부터 측면 자원 안성빈을 영입하였다. 6월 21일에도 경남에서 영입되었으며, 센터백 이반 헤르체그가 영입되었다. 이반 헤르체그는 이로써 구단 최초의 크로아티아 국적의 선수가 되었다. 6월 22일에는 같은 경남에서 공격형 미드필드 자원인 이현성을 영입되었으며, 풀백자원인 유지훈이 트레이드 되었다. 6월 29일 칠레 출신 윙어 이그나시오 에레라가 팀에 합류하였다. 이그나시오 에레라는 구단 최초의 칠레 국적의 선수이다.

### 후반기
- 17라운드 
 vs 수원 FC (H) 0 : 1 패

```
선발 명단 : 
GK
 
김영광
 
DF
 
감한솔
, 
김태은
, 
안지호
, 
김재현
 
 
66′
, 
최오백
 
MF
 
김창욱
, 
김준태
 
 73′
, 
조재완
 
 
14′
 
FW
 
조용태
 
 45′
, 
유정완
 
 62′

대기 명단 : 
강정묵
, 
이병욱
, 
이예찬
 
 62′
, 
최한솔
, 
박성우
 
 73′
, 
원기종
, 
조찬호
 
 45′
```

2018년 6월 30일 서울올림픽주경기장에서 K리그2 2018시즌 17라운드 경기를 가졌다. 주전 센터백 전민광이 경고 누적 징계로 출전불가하여, 김태은이 백쓰리 중 왼쪽 스토퍼 자리를 맡게 되었다. 여름 이적시장 동안 팀을 떠난 유지훈 대신 감한솔이 선발 출장하였고, 안면골 함몰로 인해 전력에서 이탈한 비엘키에비츠 대신에 조용태와 유정완이 투톱을 구성하였다. 그러나 수원 FC에게 수많은 찬스를 허용하는 한편, 이렇다할 장면 창출 없이 전반전을 마무리지었고, 후반 81분 경 수원 FC의 공격수 백성동에게 일격을 당하며 0 : 1 패배로 경기를 끝마쳤다. 이는 서울 이랜드 2018시즌 첫 연패로 기록되었다.
- 15라운드 
 vs 광주 FC (H) 3 : 0 패

```
선발 명단 : 
GK
 
김영광
 
DF
 
김태은
 
 52′
, 
안지호
, 
전민광
, 
안성빈
 
MF
 
최한솔
 
 
54′
, 
김재웅
 
 58′
, 
이현성
 
 69′
 
FW
 
조재완
, 
조찬호
, 
최오백

대기 명단 : 
강정묵
, 
이반 헤르체그
, 
이예찬
, 
감한솔
 
 52′
, 
김준태
 
 58′
, 
에레라
 
 69′
, 
조용태
```

2018년 7월 4일 광주월드컵경기장에서 K리그2 2018시즌 15라운드 경기를 가졌다. 이는 본래 6월 6일 예정이었던 경기가 연기되어 치러진 것이었다. 서울 이랜드는 이 날 다시 백포 카드를 꺼내들였으며, 여름 이적시장 동안 영입된 선수들 중 안성빈과 이현성이 곧바로 선발명단에 이름을 올렸고, 이그나시오 에레라와 이반 헤르체그는 벤치에 앉았다. 경기 초반에 나름 중원에서 주도권을 잡으려고 노력했으나, 15분만에 왼쪽 측면에서 광주의 풀백 박요한이 올린 크로스를 윙어 나상호가 해결하며 선제골을 먹히고 말았다. 57분 경에는 김정환이 경기장 중앙을 돌파하다, 압박이 느슨한 틈을 타 중거리포를 쏜 것이 그물을 출렁이며 추가골을 기록하였다. 72분 경 중원에서 볼을 탈취한 김동현이 임민혁을 거쳐 두현석에게 연결되었고, 두현석이 올린 크로스를 서울 이랜드 FC에서 활약했던 바 있는 김민규의 힐킥 슈팅에 의해 세번째 실점이 기록되고 말았다. 경기는 3 : 0 홈 팀 광주의 완승으로 종료되었으며, 서울 이랜드는 2018시즌 첫 3연패로 기록함과 동시에 9위에 머무르게 되었다.
- 18라운드 
 vs 성남 FC (A) 1 : 1 무

```
선발 명단 : 
GK
 
김영광
 
DF
 
이예찬
, 
전민광
, 
안지호
, 
김재현
 
 
25′
 
 55′
, 
안성빈
 
MF
 
김창욱
 
 
44′
, 
김준태
 
 73′
 
FW
 
이현성
, 
최오백
, 
조용태
 
 62′

대기 명단 : 
강정묵
, 
이반 헤르체그
 
 55′
, 
감한솔
, 
김재웅
 
 73′
, 
에레라
, 
조재완
 
 62′
, 
조찬호
```

2018년 7월 7일 탄천종합운동장에서 K리그2 2018시즌 18라운드 경기를 가졌다. 이 날 3 - 4 - 3 포메이션을 들고 나온 서울 이랜드였으며, 톱자리에는 조용태가 출전하였다. 전반적으로 선수비 후역습의 형태를 그리던 서울 이랜드는 25분 경 경기장 우측에서 발생한 프리킥 상황에서 윙백 안성빈 선수가 올린 공을 센터백 김재현의 헤더 선제골로 마무리지으며 앞서나가기 시작하였다. 성남 FC는 이후 지속적으로 서울 이랜드의 골문을 노렸으나, 김영광 골키퍼의 연이은 선방에 어려움을 겪었다. 그러나 66분 경 성남의 수비수 윤영선이 때린 슛을 김영광이 다시 쳐냈으나, VAR 판독 결과 공이 골라인을 넘었음이 인정되어 실점으로 이어지고 말았다. 경기는 1 : 1 무승부로 끝이났으며, 서울 이랜드는 연패를 마무리 짓고 성남전 무패 행진을 지속하는 데에 만족해야만 했다. 하지만 FC 안양이 부천 FC 1995를 상대로 승리를 거둠에 따라, 리그 최하위로 곤두박질 치게 되고 말기도 했다.
- 19라운드 
 vs 안산 그리너스 (H) 2 : 0 승

```
선발 명단 : 
GK
 
김영광
 
DF
 
전민광
, 
안지호
, 
김재현
, 
안성빈
 
MF
 
이반 헤르체그
 
 83′
, 
조재완
 
 
59′
, 
이현성
 
FW
 
이예찬
 
 45′
, 
최오백
 
 
53′
, 
조찬호
 
 63′

대기 명단 : 
강정묵
, 
김태은
, 
김창욱
, 
김재웅
 
 45′
, 
에레라
 
 63′
 
 
78′
, 
고차원
 
 83′
, 
조용태
```

2018년 7월 16일 탄천종합운동장에서 K리그2 2018시즌 19라운드 경기를 가졌다. 이 날은 백포로 수비 포메이션을 변경한 서울 이랜드였으며, 벤치에 긴 부상을 끝내고 돌아온 고차원이 앉아있었다. 전반전에는 지루한 공방전 끝에 득점 없이 종료되었으며, 경기력이 너무 좋지 않아 경기장 곳곳에서 불만이 터져나왔다. 그러나 후반 시작하고 얼마 지나지 않아, 중원에서 김재웅이 밀어준 스루패스를 최오백이 결을 살려 그대로 득점까지 이어냈다. 이후 6분이 지난 시점에서 전민광이 좌측에서 던진 스로인을 조재완이 다시 결을 따라 드리블 돌파를 시도했고, 골키퍼 이희성 앞에서 살짝 띄운 공을 차내며 추가골까지 연달아 터뜨렸다. 서울 이랜드는 오랜만에 승리를 맛보게 되었으며, 순위도 한 단계 오른 9위로 라운드를 마무리지었다.
- 20라운드 
 vs FC 안양 (A) 1 : 0 패

```
선발 명단 : 
GK
 
김영광
 
DF
 
전민광
, 
안지호
, 
김재현
, 
안성빈
 
 
19′
 
 35′
 
MF
 
이반 헤르체그
, 
김준태
 
 
13′
 
 45′
, 
이현성
 
FW
 
조재완
, 
원기종
 
 62′
, 
최오백

대기 명단 : 
강정묵
, 
김태은
 
 35′
, 
김창욱
, 
김재웅
 
 45′
, 
에레라
 
 62′
, 
고차원
, 
조찬호
```

2018년 7월 21일 안양종합운동장에서 K리그2 2018시즌 20라운드 경기를 가졌다. 이 날 2라운드 이후 처음으로 원기종이 선발 라인업에 이름을 올렸다. 전반 35분 경 풀백 안성빈이 부상으로 의심되는 가운데 교체되어 나왔다. 전반 종료 후 후반 51분 경, 후방에서 빌드업 과정을 거치던 서울 이랜드는 김태은이 패스한 공이 애매한 거리에 떨어지면서 패스를 받는 김재현이 공격수를 제치려다 실수를 범했고, 순식간에 안양 역습으로 전개되었다. 수비라인은 빠르게 진영을 잡는 듯 했으나, 안양의 스루패스를 김재현이 태클로 막는다는 의도였으나, 쇄도하던 정희웅에게 패스로 넘겨주는 꼴이 되버렸고 그대로 실점까지 이어졌다. 서울 이랜드는 또 다시 낮은 슈팅 수와 형편없는 경기력을 선보이며, 리그 최하위로 다시 내려앉았다.
- 21라운드 
 vs 대전 시티즌 (H) 1 : 0 승

```
선발 명단 : 
GK
 
김영광
 
DF
 
전민광
, 
안지호
 
 15′
, 
김재현
, 
안동혁
 
MF
 
이반 헤르체그
, 
이현성
, 
고차원
 
 
FW
 
이예찬
 
 63′
, 
조찬호
 
 76′
, 
최오백

대기 명단 : 
강정묵
, 
박성우
, 
김창욱
 
 15′
, 
김재웅
, 
에레라
 
 76′
, 
최치원
 
 63′
 
 
70′
, 
조재완
```

2018년 7월 28일 서울올림픽주경기장에서 K리그2 2018시즌 21라운드 경기를 가졌다. 이 날 고차원과 안동혁이 긴 부상 끝에 오랜만에 선발 출격하게 되었다. 이 날 소나기가 두어 차례 쏟아졌으며, 경기 중에는 비가 내리지 않았다. 전반 15분 경 다리쪽에 부상을 입은 안지호가 벤치의 콜을 받고 교체 아웃되었으며, 수비형 미드필더로 나섰던 이반 헤르체그가 센터백으로 내려갔다. 전반 종료 이후 후반 18분 경 최치원이 이예찬과 교체되어, 오랜 부상 끝에 그라운드로 복귀하게 되었다. 그런데 4분 뒤 고차원이 대전 시티즌의 박재우에게 태클을 하였으나, 주심에 의해 다이렉트 퇴장 징계를 받았다. 수적 열세에 몰린 서울 이랜드였으나, 오히려 3분 뒤 최오백이 올린 크로스를 최치원이 헤더로 성공시키며 이 날 경기의 결승골을 가져갔다. 10위를 기록하고 있었긴 했지만, 중위권과 승점차가 크지 않았던 서울 이랜드는 이 날 승리로 7위까지 점프할 수 있었다.
- 22라운드 
 vs 부천 FC 1995 (A) 2 : 0 승

```
선발 명단 : 
GK
 
김영광
 
DF
 
박성우
, 
전민광
, 
김재현
 
 
41′
, 
안성빈
 
MF
 
김재웅
 
 75′
, 
김창욱
, 
이현성
 
FW
 
조용태
 
 57′
, 
최오백
, 
안동혁
 
 71′

대기 명단 : 
강정묵
, 
김태은
, 
김준태
, 
최한솔
, 
에레라
 
 71′
, 
최치원
 
 57′
 
 
59′
, 
조재완
 
 75′
```

2018년 8월 4일 부천종합운동장에서 K리그2 2018시즌 22라운드 경기를 가졌다. 이전 친선 경기에서 실험해 본 박성우의 왼쪽 풀백 포지션 변경이 강행되었다. 이전과 달리 전반전부터 경기 분위기를 주도하던 서울 이랜드였다. 후반 50분 경 이현성이 때린 슛이 키퍼가 펀칭하였고, 이를 안동혁이 다시 골문 안으로 밀어넣으며 팀의 선제골을 기록하였다. 뒤이어 59분 경 교체들어온 최치원이 프리킥 골을 깔끔하게 성공시키며 점수차를 2점차로 늘렸다. 경기는 0 : 2 원정팀 서울 이랜드의 승리로 막을 내렸다.
- 23라운드 
 vs 부산 아이파크 (H) 0 : 5 패

```
선발 명단 : 
GK
 
김영광
 
DF
 
박성우
 
 45′
, 
전민광
 
 
68′
, 
이반 헤르체그
, 
안성빈
 
MF
 
김재웅
 
 63′
, 
김창욱
, 
이현성
 
 
73′
 
FW
 
조용태
 
 57′
, 
최오백
, 
안동혁

대기 명단 : 
강정묵
, 
김태은
, 
김준태
, 
최한솔
, 
에레라
 
 57′
, 
최치원
 
 45′
, 
조재완
 
 63′
```

2018년 8월 11일 서울올림픽주경기장에서 K리그2 2018시즌 23라운드 경기를 가졌다. 지난 부천 원정에서의 라인업과 거의 비슷하게 꾸려서 3연승을 노리는 듯 하였다. 그러나 전반 17분 경 부산의 미드필더 호물루가 중거리 포를 꽂아 넣으며 밀리기 시작하더니, 35분 경 최승인의 추가골까지 터져 전반전만에 2점차로 밀리게 되었다. 이에 서울 이랜드는 박성우와 최치원을 교체하며 분위기 반전을 노렸다. 그러나 이것이 오히려 패착이 되어 수비가 매우 불안해졌고, 59분 경 최승인의 추가골까지 터지고 말았다. 엎친데 덮친 격으로 68분 경 센터백 전민광마저 퇴장을 당하였고, 70분 경 호물루가 그 반칙 상황에서 벌어진 프리킥을 성공시키며 추가골을 기록하였다. 78분 경 이동준의 쐐기골까지 터지며 경기는 0 : 5 홈 팀 서울 이랜드의 역사적인 대패로 종료되었다. 이는 서울 이랜드 역사상 최다 점수차 패배였으며, 부산 아이파크 창단 이후 원정 최다 점수차 승리를 갱신하게 되었다.
- 10라운드 
 vs 대전 시티즌 (H) 0 : 2 패

```
선발 명단 : 
GK
 
김영광
 
DF
 
안성빈
 
 45′
, 
김재현
, 
이반 헤르체그
, 
안동혁
 
MF
 
최한솔
 
 52′
, 
이현성
, 
고차원
 
 68′
 
FW
 
조용태
, 
최오백
, 
디에고 비엘키에비츠
 
 58′

대기 명단 : 
강정묵
, 
김태은
, 
김창욱
 
 52′
, 
김재웅
 
 68′
, 
에레라
, 
최치원
 
 58′
, 
조재완
```

2018년 8월 15일 서울올림픽주경기장에서 연기되었던 K리그2 2018시즌 10라운드 경기를 가졌다. 전반전은 이렇다 할 장면 없이 지나갔으며, 서울 이랜드는 전반전 내내 단 한차례의 슈팅도 기록하지 못했다. 48분 경 대전의 공격수 쇼흐루흐 가도예프가 신학영의 스루패스를 그대로 이어받아 슈팅을 때린 것이 골문 왼쪽 아래로 빨려들어가며 대전의 선제골이 기록되었다. 이후 서울 이랜드도 대전의 골문을 열기 위해 노력을 했으나 실패하였다. 경기종료 직전 후반 추가 시간 아우렐리우 키추가 박인혁의 패스를 이어받아 추가골을 기록하며 서울 이랜드의 완패로 경기가 종료되었다. 이 날 주심 오현진이 56분 경 신학영에게 준 경고를 모두가 키추에게 준 것으로 오인하여, 90분 경 키추가 옐로 카드를 받았을 때 퇴장이 되지 않아 사소한 소요가 발생하기도 하였다.

## FA컵
- 3라운드 
 vs 고려대학교 (H) 0 : 0 (승부차기 1 : 3 패)

```
선발 명단 : 
GK
 
강정묵
 
DF
 
금교진
 
 26′
, 
안지호
, 
이병욱
, 
감한솔
 
 45′
 
MF
 
김재웅
 
 
115′
, 
김태은
 
 68′
, 
유정완
 
FW
 
최오백
 
 61′
, 
전석훈
 
 
49′
 
 91′
, 
탁우선

대기 명단 : 
안지현
, 
전민광
 
 68′
, 
유지훈
 
 26′
 
 
90′
, 
최한솔
, 
한지륜
 
 45′
, 
조용태
 
 91′
, 
다니엘 페블레스
 
 61′
```

2018년 3월 28일 서울올림픽주경기장에서 고려대학교 축구부와의 FA컵 2018시즌 3라운드 경기를 가졌다. 공격수 탁우선, 수비수 이병욱, 골키퍼 강정묵이 프로 데뷔 무대를 가졌으며, 미드필더 전석훈과 김재웅은 서울 이랜드에서의 첫 선발 무대를 가졌다. 서울 이랜드는 측면의 발 빠른 자원들을 활용하며 득점 기회를 노렸으나 번번히 실패하였고, 후반전에 들어서는 오히려 고려대학교에 밀리는 양상을 띄었다. 서울 이랜드는 이렇다 할 득점 찬스를 만들지 못한 반면, 고려대학교는 골대를 강타하며 프로 팀을 압도하는 모습을 점차 보여 나갔다. 정규 시간이 득점 없이 끝나며, 경기는 연장전으로 돌입하였다. 연장전이 시작하자마자 유지훈이 올린 크로스를 빈 골대 앞에서 탁우선이 허공으로 날리는 일도 발생했다. 연장전에서도 승부를 결정짓지 못하고, 승부차기에 돌입하게 되었다. 서울 이랜드는 사상 처음으로 ABBA 방식의 승부차기를 경험하게 되었다. 서울 이랜드의 선축으로 첫 번째 키커는 다니엘 페블레스가 나왔으나, 고려대학교 골키퍼 민성준에게 막혔다. 고려대학교의 첫 번째 키커는 안은산이 나와 성공시켰다. ABBA 방식이었기에, 고려대학교의 두 번째 키커 김호가 나왔고, 김호의 킥은 강정묵의 선방에 막히며 실축하였다. 서울 이랜드의 두 번째 키커는 전민광이었으며, 킥을 성공시켰다. 그러나 서울 이랜드의 세 번째 키커 이병욱의 킥이 민성준에게 막혔고, 고려대학교의 세 번째 키커 신재원이 성공시키며 분위기가 기울어지기 시작했다. 고려대학교의 네 번째 키커 김종철의 슈팅은 골망을 갈랐으나, 서울 이랜드의 네 번째 키커 감한솔의 공은 하늘로 솟구치며 서울 이랜드의 FA컵 탈락이 확정되었다. 서울 이랜드는 3월 11일 부산 아이파크와의 K리그2 2라운드 경기 후반 10분 이후로 무득점을 지속하며, 335분 째 무득점을 기록하게 되었다. 또한, 서울 이랜드 FC는 2년 연속 FA컵 첫 대진에서 탈락하였고, 4년 간 3회에 걸친 대학 팀과의 경기에서 두 번째 패배를 기록하게 되었다.

## 경기 결과

### K리그2
| 1 2018년 3월 4일 | 수원 FC                      | 1 : 0  | 서울 이랜드 | 수원종합운동장 |  |  |
| 15:00            | 김동찬 39′ (도움 : 마테우스) | 리포트 |             | 관중 수: 2,609 |  |  |
|                  |                              |        |             |                |  |  |

| 2 2018년 3월 11일 | 서울 이랜드                                   | 2 : 2  | 부산 아이파크                                           | 잠실올림픽주경기장 |  |  |
| 15:00             | 조찬호 48′ · 비엘키에비치 54′ (도움 : 조찬호) | 리포트 | 알레망 21′ (도움 : 이종민) · 김치우 72′ (도움 : 이재권) | 관중 수: 1,349     |  |  |
|                   |                                               |        |                                                         |                    |  |  |

| 3 2018년 3월 18일 | 대전 시티즌         | 1 : 0  | 서울 이랜드 | 대전월드컵경기장 |  |  |
| 15:00             | 페드로 76′ (페널티) | 리포트 |             | 관중 수: 1,158   |  |  |
|                   |                     |        |             |                  |  |  |

| 4 2018년 3월 24일 | 서울 이랜드 | 0 : 0  | 광주 FC | 잠실올림픽주경기장 |  |  |
| 15:00             |             | 리포트 |         | 관중 수: 560       |  |  |
|                   |             |        |         |                    |  |  |

| 5 2018년 3월 31일 | 서울 이랜드                                               | 2 : 4  | 부천 FC 1995 | 잠실올림픽주경기장        |  |  |
| 15:00             | 조재완 28′ (도움 : 페블레스) · 최오백 30′ (도움 : 유정완) | 리포트 | 포프 56′ (도움 : 이현승) · 진창수 63′ (도움 : 문기한) · 임동혁 80′ (도움 : 문기한) · 진창수 89′ (도움 : 이정찬) | 관중 수: 753 심판: 설태환 |  |  |
|                   |                                                           |        | |                           |  |  |

| 6 2018년 4월 8일 | 서울 이랜드 | 1 : 1  | 성남 FC                    | 잠실올림픽주경기장 |  |  |
| 17:00            | 조재완 10′  | 리포트 | 연제운 46′ (도움 : 문상윤) | 관중 수: 551       |  |  |
|                  |             |        |                            |                    |  |  |

| 7 2018년 4월 14일 | 서울 이랜드         | 1 : 0  | FC 안양 | 잠실올림픽주경기장 |  |  |
| 17:00             | 전수현 18′ (자책골) | 리포트 |         | 관중 수: 312       |  |  |
|                   |                     |        |         |                    |  |  |

| 8 2018년 4월 22일 | 서울 이랜드 | 0 : 0  | 아산 무궁화 | 잠실올림픽주경기장 |  |  |
| 17:00             |             | 리포트 |             | 관중 수: 421       |  |  |
|                   |             |        |             |                    |  |  |

| 9 2018년 4월 29일 | 서울 이랜드      | 2 : 1  | 안산 그리너스 | 잠실올림픽주경기장        |  |  |
| 17:00             | 조재완 78′ 90+4′ | 리포트 | 김태현 12′    | 관중 수: 505 심판: 박병진 |  |  |
|                   |                  |        |               |                           |  |  |

| 11 2018년 5월 13일 | 부산 아이파크                                    | 2 : 0  | 서울 이랜드 | 구덕운동장     |  |  |
| 14:00              | 호물루 20′ (페널티) · 한지호 51′ (도움 : 호물루) | 리포트 |             | 관중 수: 2,113 |  |  |
|                    |                                                  |        |             |                |  |  |

| 12 2018년 5월 19일 | 부천 FC 1995 | 0 : 3  | 서울 이랜드                                                                                | 부천종합운동장              |  |  |
| 19:00              |              | 리포트 | 최한솔 64′ (도움 : 김영광) · 안지호 80′ (도움 : 최오백) · 최오백 81′ (도움 : 비엘키에비치) | 관중 수: 1,311 심판: 박병진 |  |  |
|                    |              |        |                                                                                            |                             |  |  |

| 13 2018년 5월 28일 | FC 안양                             | 2 : 0  | 서울 이랜드 | 안양종합운동장 |  |  |
| 19:30              | 알레스 62′ (도움 : 김원민) · 문준호 | 리포트 |             | 관중 수: 515   |  |  |
|                    |                                     |        |             |                |  |  |

| 14 2018년 6월 3일 | 안산 그리너스 | 0 : 2  | 서울 이랜드                                                   | 안산와~스타디움 |  |  |
| 19:00             |               | 리포트 | 비엘키에비츠 40′ (도움 : 김준태) · 조재완 89′ (도움 : 조찬호) | 관중 수: 1,651  |  |  |
|                   |               |        |                                                               |                 |  |  |

| 16 2018년 6월 9일 | 아산 무궁화                                                                 | 3 : 0  | 서울 이랜드 | 이순신종합운동장 |  |  |
| 19:00             | 이재안 37′ (도움 : 이으뜸) 70′ (도움 : 김종국) · 한의권 40′ (도움 : 조성준) | 리포트 |             | 관중 수: 1,484   |  |  |
|                   |                                                                             |        |             |                  |  |  |

| 17 2018년 6월 30일 | 서울 이랜드 | 0 : 1  | 수원 FC    | 잠실올림픽주경기장 |  |  |
| 19:00              |             | 리포트 | 백성동 81′ | 관중 수: 1,257     |  |  |
|                    |             |        |            |                    |  |  |

| 15 2018년 7월 4일 | 광주 FC                                                              | 3 : 0  | 서울 이랜드 | 광주월드컵경기장 |  |  |
| 19:00             | 나상호 15′ (도움 : 박요한) · 김정환 57′ · 김민규 72′ (도움 : 두현석) | 리포트 |             | 관중 수: 5,439   |  |  |
|                   |                                                                      |        |             |                  |  |  |

| 18 2018년 7월 7일 | 성남 FC                    | 1 : 1  | 서울 이랜드                | 탄천종합운동장 |  |  |
| 19:00             | 김재현 25′ (도움 : 안성빈) | 리포트 | 윤영선 66′ (도움 : 문상윤) | 관중 수: 3,236 |  |  |
|                   |                            |        |                            |                |  |  |

| 19 2018년 7월 16일 | 서울 이랜드                                             | 2 : 0  | 안산 그리너스 | 잠실올림픽주경기장 |  |  |
| 20:00              | 최오백 53′ (도움 : 김재웅) · 조재완 59′ (도움 : 전민광) | 리포트 |               | 관중 수: 484       |  |  |
|                    |                                                         |        |               |                    |  |  |

| 20 2018년 7월 21일 | FC 안양    | 1 : 0  | 서울 이랜드 | 안양종합운동장 |  |  |
| 19:00              | 정희웅 51′ | 리포트 |             | 관중 수: 1,227 |  |  |
|                    |            |        |             |                |  |  |

| 21 2018년 7월 28일 | 서울 이랜드                | 1 : 0  | 대전 시티즌 | 잠실올림픽주경기장 |  |  |
| 19:00              | 최치원 70′ (도움 : 최오백) | 리포트 |             | 관중 수: 405       |  |  |
|                    |                            |        |             |                    |  |  |

| 22 2018년 8월 4일 | 부천 FC 1995 | 0 : 2  | 서울 이랜드             | 부천종합운동장 |  |  |
| 19:00             |              | 리포트 | 안동혁 50′ · 최치원 59′ | 관중 수: 646   |  |  |
|                   |              |        |                         |                |  |  |

| 23 2018년 8월 11일 | 서울 이랜드 | 0 : 5  | 부산 아이파크                                                                                | 잠실올림픽주경기장 |  |  |
| 19:00              |             | 리포트 | 호물루 14′ 70′ · 최승인 35′ (도움 : 김진규) 59′ (도움 : 이재권) · 이동준 78′ (도움 : 고경민) | 관중 수: 1,037     |  |  |
|                    |             |        |                                                                                              |                    |  |  |

| 10 2018년 8월 15일 | 서울 이랜드 | 0 : 2  | 대전 시티즌                                             | 잠실올림픽주경기장 |  |  |
| 19:00              |             | 리포트 | 가도에프 48′ (도움 : 신학영) · 키쭈 90′ (도움 : 박인혁) | 관중 수: 490       |  |  |
|                    |             |        |                                                         |                    |  |  |

| 24 2018년 8월 19일 | 광주 FC                                   | 2 : 2  | 서울 이랜드                                             | 광주월드컵경기장 |  |  |
| 19:00              | 펠리페 55′ (도움 : 두아르테) · 펠리페 81′ | 리포트 | 조찬호 30′ (도움 : 최치원) · 최오백 67′ (도움 : 조찬호) | 관중 수: 937     |  |  |
|                    |                                           |        |                                                         |                  |  |  |

| 25 2018년 8월 25일 | 아산 무궁화                                                  | 3 : 1  | 서울 이랜드                | 이순신종합운동장            |  |  |
| 19:00              | 고무열 41′ (페널티) · 조성준 46′ (도움: 박세직) · 이명주 61′ | 리포트 | 고차원 45′ (도움 : 조찬호) | 관중 수: 1,292 심판: 최대우 |  |  |
|                    |                                                              |        |                            |                             |  |  |

| 26 2018년 9월 3일 | 서울 이랜드                           | 1 : 2  | 성남 FC                    | 잠실올림픽주경기장        |  |  |
| 20:00             | 김도엽 29′ (도움 : 에델) · 정성민 39′ | 리포트 | 전민광 74′ (도움 : 최오백) | 관중 수: 368 심판: 최광호 |  |  |
|                   |                                       |        |                            |                           |  |  |

| 27 2018년 9월 8일 | 수원 FC | 0 : 2  | 서울 이랜드                                                   | 수원종합운동장 |  |  |
| 18:00             |         | 리포트 | 비엘키에비치 47′ (도움 : 이현성) · 조찬호 66′ (도움 : 김창욱) | 심판: 김영수   |  |  |
|                   |         |        |                                                               |                |  |  |

| 28 2018년 9월 15일 | 대전 시티즌                | 1 : 0  | 서울 이랜드 | 대전월드컵경기장            |  |  |
| 19:00              | 강윤성 21′ (도움 : 박수일) | 리포트 |             | 관중 수: 2,682 심판: 서동진 |  |  |
|                    |                            |        |             |                             |  |  |

| 29 2018년 9월 22일 | 서울 이랜드 | 0 : 1  | 부천 FC 1995        | 잠실올림픽주경기장        |  |  |
| 15:00              |             | 리포트 | 김재현 35′ (자책골) | 관중 수: 458 심판: 정동식 |  |  |
|                    |             |        |                     |                           |  |  |

| 30 2018년 9월 30일 | 서울 이랜드 | 1 : 4  | 광주 FC                                                                  | 잠실올림픽주경기장        |  |  |
| 15:00              | 이현성 87′  | 리포트 | 두아르테 17′ · 김동현 62′ (도움 : 이승모) · 나상호 65′ 92′ (도움 : 여름) | 관중 수: 720 심판: 최대우 |  |  |
|                    |             |        |                                                                          |                           |  |  |

| 31 2018년 10월 7일 | 성남 FC             | 1 : 2  | 서울 이랜드                                             | 탄천종합운동장              |  |  |
| 14:00              | 정성민 66′ (페널티) | 리포트 | 에레라 81′ (도움 : 조찬호) · 조찬호 86′ (도움 : 안지호) | 관중 수: 2,241 심판: 최광호 |  |  |
|                    |                     |        |                                                         |                             |  |  |

| 32 2018년 10월 14일 | 부산 아이파크                                                                       | 3 : 1  | 서울 이랜드                | 구덕운동장                  |  |  |
| 14:00               | 고경민 1′ (도움 : 호물로) · 김진규 28′ (도움 : 이재권) · 박준강 38′ (도움 : 호물로) | 리포트 | 조찬호 87′ (도움 : 전민광) | 관중 수: 3,056 심판: 이동준 |  |  |
|                     |                                                                                     |        |                            |                             |  |  |

| 33 2018년 10월 21일 | 서울 이랜드 | 0 : 1  | FC 안양             | 잠실올림픽주경기장          |  |  |
| 15:00               |             | 리포트 | 안지호 36′ (자책골) | 관중 수: 1,181 심판: 채상협 |  |  |
|                     |             |        |                     |                             |  |  |

| 34 2018년 10월 27일 | 서울 이랜드         | 0 : 4  | 아산 무궁화                                          | 잠실올림픽주경기장        |  |  |
| 15:00               | 안성빈 14′ (자책골) | 리포트 | 이명주 57′ · 김도혁 63′ · 김륜도 78′ (도움 : 조범석) | 관중 수: 496 심판: 성덕효 |  |  |
|                     |                     |        |                                                      |                           |  |  |

| 35 2018년 11월 3일 | 안산 그리너스 | 0 : 0  | 서울 이랜드 | 안산와~스타디움             |  |  |
| 15:00              |               | 리포트 |             | 관중 수: 2,032 심판: 정회수 |  |  |
|                    |               |        |             |                             |  |  |

| 36 2018년 11월 11일 | 서울 이랜드 | 1 : 0  | 수원 FC | 잠실올림픽주경기장          |  |  |
| 14:00               | 최치원 41′  | 리포트 |         | 관중 수: 1,063 심판: 최광호 |  |  |
|                     |             |        |         |                             |  |  |

}}

#### K리그 라운드별 결과
| R      | 1  | 2  | 3  | 4  | 5  | 6  | 7  | 8  | 9  | 10 | 11 | 12 | 13 | 14 | 15 | 16 | 17 | 18 | 19 | 20 | 21 | 22 | 23 | 24 | 25 | 26 | 27 | 28 | 29 | 30 | 31 | 32 | 33 | 34 | 35 | 36 |
| ------ | -- | -- | -- | -- | -- | -- | -- | -- | -- | -- | -- | -- | -- | -- | -- | -- | -- | -- | -- | -- | -- | -- | -- | -- | -- | -- | -- | -- | -- | -- | -- | -- | -- | -- | -- | -- |
| 경기장 | A  | H  | A  | H  | H  | H  | H  | H  | H  | A  | A  | A  | A  | A  | H  | A  | A  | H  | A  | H  | A  | H  | H  | A  | A  | H  | A  | A  | H  | H  | A  | A  | H  | H  | A  | H  |
| 결과   | 패 | 무 | 패 | 무 | 패 | 무 | 승 | 무 | 승 | 패 | 승 | 패 | 승 | 패 | 패 | 패 | 무 | 승 | 패 | 승 | 승 | 패 | 패 | 무 | 패 | 패 | 승 | 패 | 패 | 패 | 승 | 패 | 패 | 패 | 무 | 승 |
| 순위   | 9  | 8  | 9  | 9  | 9  | 9  | 9  | 9  | 8  | 8  | 9  | 8  | 8  | 8  | 8  | 8  | 9  | 10 | 9  | 10 | 8  | 7  | 8  | 8  | 8  | 9  | 9  | 10 | 10 | 10 | 10 |    |    |    | 10 | 10 |

최종 업데이트: 2018년 10월 7일.
출처: K리그

홈/어웨이: A = 어웨이; H = 홈. 결과: 무 = 무승부; 패 = 패배; 승 = 승리; P = 연기됨.

#### K리그 구장별 결과
| 전체 | 전체 | 전체 | 전체 | 전체 | 전체 | 전체 | 전체 | 홈 | 홈 | 홈 | 홈 | 홈 | 홈  | 어웨이 | 어웨이 | 어웨이 | 어웨이 | 어웨이 | 어웨이 |
| 경기 | 승점 | 승   | 무   | 패   | 득   | 실   | 차   | 승 | 무 | 패 | 득 | 실 | 차  | 승     | 무     | 패     | 득     | 실     | 차     |
| ---- | ---- | ---- | ---- | ---- | ---- | ---- | ---- | -- | -- | -- | -- | -- | --- | ------ | ------ | ------ | ------ | ------ | ------ |
| 35   | 36   | 10   | 6    | 19   | 30   | 52   | -22  | 5  | 4  | 9  | 14 | 28 | -14 | 5      | 2      | 10     | 16     | 24     | -8     |

출처: K리그

### FA컵
| 3 2018년 3월 28일                          | 서울 이랜드 | 0 : 0 (1 : 3 승부차기)          | 고려대학교 | 잠실올림픽주경기장        |  |  |
| 20:00                                      |             | 리포트                          |            | 관중 수: 355 심판: 최규현 |  |  |
|                                            |             | 승부차기                        |            |                           |  |  |
| 다니엘 페블레스 · 전민광 · 이병욱 · 감한솔 |             | 안은산 · 김호 · 신재원 · 김종철 |            |                           |  |  |
|                                            |             |                                 |            |                           |  |  |

## 선수단

### 현재 선수단
참고: FIFA 자격 규정에 따라 소속된 국가대표팀 국기를 표시합니다. 선수는 복수의 FIFA 비회원국 국적을 가지고 있을 수 있습니다.
| 번호 | 포지션 | 국적 | 이름                |
| ---- | ------ | ---- | ------------------- |
| 1    | GK     |      | 김영광              |
| 2    | DF     |      | 금교진              |
| 3    | DF     |      | 감한솔              |
| 4    | DF     |      | 김재현              |
| 6    | DF     |      | 안지호              |
| 7    | FW     |      | 최오백              |
| 8    | MF     |      | 김준태              |
| 9    | FW     |      | 디에고 비엘키에비츠 |
| 10   | MF     |      | 고차원              |
| 11   | FW     |      | 이그나시오 에레라   |
| 13   | DF     |      | 김태은              |
| 14   | FW     |      | 조재완              |
| 15   | DF     |      | 이병욱              |
| 16   | FW     |      | 조찬호              |
| 17   | FW     |      | 조용태              |
| 18   | FW     |      | 주민규              |
| 19   | MF     |      | 최한솔              |
| 20   | MF     |      | 원기종              |

| 번호 | 포지션 | 국적       | 이름          |
| ---- | ------ | ---------- | ------------- |
| 21   | GK     |            | 안지현        |
| 22   | MF     |            | 전민광        |
| 23   | MF     |            | 최치원        |
| 24   | MF     |            | 한지륜        |
| 25   | MF     |            | 전석훈        |
| 26   | MF     |            | 유정완        |
| 27   | MF     |            | 박성우        |
| 28   | DF     |            | 김지훈        |
| 29   | DF     | 크로아티아 | 이반 헤르체그 |
| 30   | MF     |            | 이예찬        |
| 31   | GK     |            | 강정묵        |
| 32   | MF     |            | 안동혁        |
| 33   | DF     |            | 안성빈        |
| 37   | FW     |            | 탁우선        |
| 66   | MF     |            | 김창욱        |
| 77   | FW     |            | 이현성        |
| 99   | MF     |            | 김재웅        |

### 임대 및 군 복무 중인 선수
참고: FIFA 자격 규정에 따라 소속된 국가대표팀 국기를 표시합니다. 선수는 복수의 FIFA 비회원국 국적을 가지고 있을 수 있습니다.
| 번호 | 포지션 | 국적 | 이름                                |
| ---- | ------ | ---- | ----------------------------------- |
| —    | DF     |      | 김동철 (아산 무궁화에서 군 복무 중) |

| 번호 | 포지션 | 국적 | 이름                        |
| ---- | ------ | ---- | --------------------------- |
| —    | MF     |      | 윤성열 (청주CITY FC로 임대) |
| —    | DF     |      | 조향기 (천안시청으로 임대)  |

## 이적시장

### IN
| #  | 이름                | 포지션 | 이전구단           | 이적유형  | 이적시기      | 계약기간 | 이적료 | 비고               |
| -- | ------------------- | ------ | ------------------ | --------- | ------------- | -------- | ------ | ------------------ |
| 1  | 원기종              | FW     | 건국대학교         | 자유계약  | 겨울 이적시장 |          |        | 신인               |
| 2  | 유정완              | FW     | 연세대학교         | 자유계약  | 겨울 이적시장 |          |        | 신인               |
| 3  | 전석훈              | MF     | 영남대학교         | 자유계약  | 겨울 이적시장 |          |        | 신인               |
| 4  | 박성우              | MF     | 전주대학교         | 자유계약  | 겨울 이적시장 |          |        | 신인               |
| 5  | 한지륜              | MF     | 한남대학교         | 자유계약  | 겨울 이적시장 |          |        | 신인               |
| 6  | 최한솔              | MF     | 영남대학교         | 자유계약  | 겨울 이적시장 |          |        | 신인               |
| 7  | 이병욱              | DF     | 영남대학교         | 자유계약  | 겨울 이적시장 |          |        | 신인               |
| 8  | 강정묵              | GK     | 단국대학교         | 자유계약  | 겨울 이적시장 |          |        | 신인               |
| 9  | 탁우선              | FW     | 선문대학교         | 자유계약  | 겨울 이적시장 |          |        | 신인               |
| 10 | 조재완              | FW     | 상지대학교         | 자유계약  | 겨울 이적시장 |          |        | 신인               |
| 11 | 고차원              | MF     | 수원 삼성 블루윙즈 | 자유계약  | 겨울 이적시장 |          |        |                    |
| 12 | 김태은              | DF     | 대전 시티즌        | 자유계약  | 겨울 이적시장 |          |        |                    |
| 13 | 안지호              | DF     | 강원 FC            | 자유계약  | 겨울 이적시장 |          |        | 과거 승부조작 관여 |
| 14 | 다니엘 페블레스     | FW     | 데포르티보 타치라  |           | 겨울 이적시장 |          |        |                    |
| 15 | 조찬호              | FW     | FC 서울            | 완전이적  | 겨울 이적시장 |          |        |                    |
| 16 | 안동혁              | MF     | FC 안양            | 자유계약  | 겨울 이적시장 |          |        |                    |
| 17 | 디에고 비엘키에비츠 | FW     | 데포르테스 이키케  | 완전이적  | 겨울 이적시장 |          |        |                    |
| 18 | 김재웅              | MF     | 수원 FC            | 자유계약  | 겨울 이적시장 |          |        |                    |
|    |                     |        |                    |           |               |          |        |                    |
| 1  | 안성빈              | MF     | 경남 FC            | 완전 이적 | 여름 이적시장 |          |        |                    |
| 2  | 이반 헤르체그       | DF     | 경남 FC            | 완전 이적 | 여름 이적시장 |          |        |                    |
| 3  | 이현성              | FW     | 경남 FC            | 트레이드  | 여름 이적시장 |          |        | 유지훈과 트레이드  |
| 4  | 이그나시오 에레라   | FW     | 네프치 바쿠        | 완전 이적 | 여름 이적시장 |          |        |                    |
|    |                     |        |                    |           |               |          |        |                    |
| 1  | 주민규              | FW     | 상주 상무          | 전역      | 시즌 중 전역  |          |        | 9월 5일 전역       |
| 2  | 윤성열              | MF     | 김포 시민축구단    | 소집해제  | 시즌 중 전역  |          |        | 10월 1일 소집해제  |
| 3  | 김동철              | DF     | 아산 무궁화        | 전역      | 시즌 중 전역  |          |        | 10월 10일 전역     |

### OUT
| #  | 이름            | 포지션 | 이적구단          | 이적유형  | 이적시기      | 계약기간 | 이적료 | 비고              |
| -- | --------------- | ------ | ----------------- | --------- | ------------- | -------- | ------ | ----------------- |
| 1  | 이상기          | GK     |                   |           | 겨울 이적시장 |          |        | 은퇴              |
| 2  | 김성주          | MF     | 울산 현대         |           | 겨울 이적시장 |          |        |                   |
| 3  | 전기성          | MF     |                   |           | 겨울 이적시장 |          |        | 은퇴              |
| 4  | 주한성          | MF     | 대구 FC           | 임대 복귀 | 겨울 이적시장 |          |        |                   |
| 5  | 명준재          | MF     | 전북 현대 모터스  | 임대 복귀 | 겨울 이적시장 |          |        |                   |
| 6  | 안재훈          | DF     | 수원 FC           | 임대 복귀 | 겨울 이적시장 |          |        |                   |
| 7  | 와다 아쓰키     | MF     | 스즈카 언리미티드 | 계약 만료 | 겨울 이적시장 |          |        |                   |
| 8  | 와다 도모키     | MF     | 레이전드 시가     | 계약 만료 | 겨울 이적시장 |          |        |                   |
| 9  | 알레스          | FW     | FC 안양           | 계약 만료 | 겨울 이적시장 |          |        |                   |
| 10 | 최호정          | DF     | FC 안양           | 계약 만료 | 겨울 이적시장 |          |        |                   |
| 11 | 김연수          | DF     | 안산 그리너스     | 계약 만료 | 겨울 이적시장 |          |        |                   |
| 12 | 최병도          | DF     |                   | 계약 만료 | 겨울 이적시장 |          |        |                   |
| 13 | 이도성          | MF     |                   | 계약 만료 | 겨울 이적시장 |          |        |                   |
| 14 | 백지훈          | MF     | 리만 FC           | 계약 만료 | 겨울 이적시장 |          |        |                   |
| 15 | 김대광          | MF     | 창원시청          | 계약 만료 | 겨울 이적시장 |          |        |                   |
| 16 | 다니에우 로비뉴 | FW     |                   | 계약 만료 | 겨울 이적시장 |          |        |                   |
| 17 | 심영성          | FW     | 부산교통공사      | 계약 만료 | 겨울 이적시장 |          |        |                   |
| 18 | 김희원          | FW     | FC 안양           | 계약 만료 | 겨울 이적시장 |          |        |                   |
| 19 | 심광욱          | FW     |                   | 계약 해지 | 겨울 이적시장 |          |        |                   |
| 20 | 정희웅          | MF     | FC 안양           | 계약 해지 | 겨울 이적시장 |          |        |                   |
| 21 | 김현규          | FW     | FC 안양           | 계약 해지 | 겨울 이적시장 |          |        |                   |
| 22 | 고민혁          | MF     |                   |           | 겨울 이적시장 |          |        |                   |
|    |                 |        |                   |           |               |          |        |                   |
| 1  | 다니엘 페블레스 | MF     |                   | 계약 해지 | 여름 이적시장 |          |        | 5월 8일 팀을 떠남 |
| 2  | 유지훈          | DF     | 경남 FC           | 트레이드  | 여름 이적시장 |          |        | 이현성과 트레이드 |

#### 임대 및 군입대
| # | 이름   | 포지션 | 임대구단        | 이적시기     | 임대기간 | 임대료 | 비고              |
| - | ------ | ------ | --------------- | ------------ | -------- | ------ | ----------------- |
| 1 | 주민규 | FW     | 상주 상무       | 2017년 1월   | 21개월   |        | 9월 5일 전역      |
| 2 | 김동철 | DF     | 아산 무궁화     | 2017년 1월   | 21개월   |        | 10월 10일 전역    |
| 3 | 윤성열 | MF     | 김포 시민축구단 | 2017년 6월   | 1년      |        | 10월 1일 소집해제 |
| 4 | 조향기 | DF     | 창원시청        | 겨울이적시장 | 1년      |        |                   |
| 5 | 탁우선 | FW     | 천안시청        | 여름이적시장 | 6개월    |        |                   |

## 시즌 통계

### K리그2기록
| 시즌 | 리그 팀수 | 최종 순위 | 경기수 | 승 | 무 | 패 | 득 | 실 | 차  | 승점 | 감독   |
| ---- | --------- | --------- | ------ | -- | -- | -- | -- | -- | --- | ---- | ------ |
| 2018 | 10        | 10위      | 36     | 10 | 7  | 19 | 30 | 52 | -22 | 37   | 인창수 |

### 시즌 전 대회 기록
| 시즌 | 리그 팀수 | K리그2 | FA컵         | 감독   |
| ---- | --------- | ------ | ------------ | ------ |
| 2018 | 10        | 10위   | 3라운드 탈락 | 인창수 |

### 관중 기록
| 시즌 | 시즌 총관중 | K리그2 총관중 / 평균관중 | K리그2 최다관중 / 최소관중 | 관중 순위 | 비고                                   |
| ---- | ----------- | ------------------------ | -------------------------- | --------- | -------------------------------------- |
| 2018 | 12,410      | 12,410 / 680             | 1,349 / 312                | 10위      | 2018시즌 K리그 유일 평균관중 세자리 수 |

- 시즌 총관중수는 K리그2, FA컵, AFC 챔피언스리그의 공식 홈경기 관중수의 총계이며 친선 경기 관중수는 포함하지 않는다.

## 선수 통계

### 선수단 통계
| 번호 | 포지션 | 이름                | 리그   | 리그 | 리그 | FA컵 | FA컵 | FA컵 | 통합   | 통합 | 통합 | 카드 | 카드 | 카드 |
| 번호 | 포지션 | 이름                | 경기   | 득점 | 도움 | 경기 | 득점 | 도움 | 경기   | 득점 | 도움 |      |      |      |
| ---- | ------ | ------------------- | ------ | ---- | ---- | ---- | ---- | ---- | ------ | ---- | ---- | ---- | ---- | ---- |
| 1    | GK     | 김영광              | 36     | 0    | 1    | 0    | 0    | 0    | 36     | 0    | 1    | 0    | 0    |      |
| 2    | DF     | 금교진              | 0      | 0    | 0    | 1    | 0    | 0    | 1      | 0    | 0    | 0    | 0    |      |
| 3    | DF     | 감한솔              | 8(5)   | 0    | 0    | 1    | 0    | 0    | 9(5)   | 0    | 0    | 0    | 0    |      |
| 4    | DF     | 김재현              | 22(2)  | 2    | 1    | 0    | 0    | 0    | 22(2)  | 2    | 1    | 4    | 0    |      |
| 6    | DF     | 안지호              | 27     | 1    | 1    | 1    | 0    | 0    | 27     | 1    | 1    | 7    | 1    |      |
| 7    | FW     | 최오백              | 28(7)  | 4    | 3    | 1    | 0    | 0    | 29(7)  | 4    | 3    | 4    | 0    |      |
| 8    | MF     | 김준태              | 16(1)  | 0    | 1    | 0    | 0    | 0    | 16(1)  | 0    | 1    | 3    | 0    |      |
| 9    | FW     | 디에고 비엘키에비츠 | 13(5)  | 3    | 1    | 0    | 0    | 0    | 13(5)  | 3    | 1    | 1    | 0    |      |
| 10   | FW     | 고차원              | 8(2)   | 1    | 0    | 0    | 0    | 0    | 8(2)   | 1    | 0    | 0    | 1    |      |
| 11   | MF     | 다니엘 페블레스     | 4(1)   | 0    | 1    | 0(1) | 0    | 0    | 4(2)   | 0    | 1    | 0    | 0    |      |
| 11   | FW     | 이그나시오 에레라   | 2(9)   | 1    | 0    | 0    | 0    | 0    | 2(9)   | 1    | 0    | 1    | 0    |      |
| 13   | DF     | 김태은              | 15(3)  | 0    | 0    | 1    | 0    | 0    | 16(3)  | 0    | 0    | 2    | 1    |      |
| 14   | FW     | 조재완              | 16(12) | 6    | 0    | 0    | 0    | 0    | 16(12) | 6    | 0    | 2    | 0    |      |
| 15   | DF     | 이병욱              | 1      | 0    | 0    | 1    | 0    | 0    | 2      | 0    | 0    | 1    | 0    |      |
| 16   | FW     | 조찬호              | 13(10) | 5    | 5    | 0    | 0    | 0    | 13(10) | 5    | 5    | 0    | 0    |      |
| 17   | FW     | 조용태              | 10     | 0    | 0    | 0(1) | 0    | 0    | 10(1)  | 0    | 0    | 0    | 0    |      |
| 18   | FW     | 주민규              | 0(3)   | 0    | 0    | 0    | 0    | 0    | 0(3)   | 0    | 0    | 0    | 0    |      |
| 19   | MF     | 최한솔              | 9(3)   | 1    | 0    | 0    | 0    | 0    | 9(3)   | 1    | 0    | 4    | 1    |      |
| 20   | MF     | 원기종              | 4(2)   | 0    | 0    | 0    | 0    | 0    | 4(2)   | 0    | 0    | 2    | 1    |      |
| 21   | GK     | 안지현              | 0      | 0    | 0    | 0    | 0    | 0    | 0      | 0    | 0    | 0    | 0    |      |
| 22   | DF     | 전민광              | 31     | 1    | 2    | 0(1) | 0    | 0    | 31(1)  | 1    | 2    | 4    | 1    |      |
| 23   | MF     | 최치원              | 13(6)  | 3    | 1    | 0    | 0    | 0    | 13(6)  | 3    | 1    | 3    | 0    |      |
| 24   | MF     | 한지륜              | 1      | 0    | 0    | 0    | 0    | 0    | 1      | 0    | 0    | 0    | 0    |      |
| 25   | MF     | 전석훈              | 1(2)   | 0    | 0    | 1    | 0    | 0    | 2(2)   | 0    | 0    | 1    | 0    |      |
| 26   | MF     | 유정완              | 10(3)  | 0    | 1    | 1    | 0    | 0    | 11(3)  | 0    | 1    | 0    | 0    |      |
| 27   | MF     | 박성우              | 9(1)   | 0    | 0    | 0    | 0    | 0    | 9(1)   | 0    | 0    | 3    | 0    |      |
| 28   | DF     | 유지훈              | 9(1)   | 0    | 0    | 0(1) | 0    | 0    | 9(2)   | 0    | 0    | 3    | 0    |      |
| 29   | DF     | 이반 헤르체그       | 7(3)   | 0    | 0    | 7(3) | 0    | 0    | 0      | 0    | 0    | 1    | 0    |      |
| 30   | MF     | 이예찬              | 8(1)   | 0    | 0    | 0    | 0    | 0    | 8(1)   | 0    | 0    | 1    | 0    |      |
| 31   | GK     | 강정묵              | 0      | 0    | 0    | 1    | 0    | 0    | 1      | 0    | 0    | 0    | 0    |      |
| 32   | MF     | 안동혁              | 9(1)   | 1    | 1    | 0    | 0    | 0    | 9(1)   | 1    | 1    | 0    | 0    |      |
| 33   | DF     | 안성빈              | 13     | 0    | 1    | 0    | 0    | 0    | 13     | 0    | 1    | 1    | 0    |      |
| 37   | FW     | 탁우선              | 2(4)   | 0    | 0    | 1    | 0    | 0    | 3(4)   | 0    | 0    | 0    | 0    |      |
| 66   | MF     | 김창욱              | 17(5)  | 0    | 1    | 0    | 0    | 0    | 17(5)  | 0    | 1    | 5    | 1    |      |
| 77   | MF     | 이현성              | 18(3)  | 1    | 1    | 0    | 0    | 0    | 18(3)  | 1    | 1    | 2    | 0    |      |
| 88   | MF     | 윤성열              | 1      | 0    | 0    | 0    | 0    | 0    | 1      | 0    | 0    | 0    | 0    |      |
| 90   | DF     | 김동철              | 3      | 0    | 0    | 0    | 0    | 0    | 3      | 0    | 0    | 2    | 0    |      |
| 99   | MF     | 김재웅              | 13(11) | 0    | 1    | 1    | 0    | 0    | 14(11) | 0    | 1    | 7    | 0    |      |
| ?    | ?      | 자책골              | 36     | 3    | 0    | 1    | 0    | 0    | 36     | 3    | 0    | -    | -    |      |

### 득점 상위 5
| 순위 | 포지션 | 이름                | 경기   | 득점 |
| ---- | ------ | ------------------- | ------ | ---- |
| 1    | MF     | 조재완              | 16(12) | 6    |
| 2    | MF     | 조찬호              | 13(10) | 5    |
| 3    | FW     | 최오백              | 28(7)  | 4    |
| 4    | FW     | 디에고 비엘키에비츠 | 13(5)  | 3    |
| 5    | MF     | 최치원              | 13(6)  | 3    |

### 도움 상위 5
| 순위 | 포지션 | 이름            | 경기   | 도움 |
| ---- | ------ | --------------- | ------ | ---- |
| 1    | MF     | 조찬호          | 13(10) | 5    |
| 2    | FW     | 최오백          | 28(7)  | 3    |
| 3    | DF     | 전민광          | 31     | 2    |
| 4    | MF     | 다니엘 페블레스 | 4(1)   | 1    |
| 5    | MF     | 유정완          | 10(3)  | 1    |

- K리그2는 득점수와 도움수가 동일할 경우 출장경기수가 적은 선수, 출장경기수도 동일할 경우 출장시간이 적은 선수가 상위 순위가 된다.
- FA컵과 AFC 챔피언스리그는 득점수와 도움수로만 순위를 정한다.
- 통합순위에서 득점수가 동일할 경우 AFC 챔피언스리그, K리그2, FA컵 순서로 득점을 기록한 선수가 상위 순위가 된다.

## 전술 총평

### 주요 전술
인창수 감독은 서울 이랜드 FC의 정식 감독으로 부임한 이후, 백포 포메이션을 주로 사용할 것을 팬들에게 미리 밝힌 바 있다. 그러나 시즌 중반 무렵 백쓰리 포메이션을 가동시키기 시작하였고, 백쓰리 첫 경기인 12라운드 부천전 원정에서 예상치 못한 3:0 대승을 거두며, 시즌 전반적으로 두 포메이션이 혼용되었다. 시즌 전체적으로 가장 많이 사용된 포메이션은 3 - 4 - 3 포메이션이다.
전술적인 움직임으로는 전반적으로 수비라인을 뒤로 물러세운 뒤 역습을 노리는 형태였다. 그러나 역습 상황에서 매끄럽게 볼 전개가 이루어지지 않았다. 하프라인을 넘어서부터는 볼소유권을 빼앗기거나, 볼을 뒤로 돌려 전개 속도를 늦추는 장면이 많이 발생되었다. 슈팅찬스를 좀처럼 만들어내지 못하는 팀의 고질적인 문제 또한 해결되지 않았으며, 되려 구단 창단 이후 가장 적은 슈팅 수를 기록한 한 해가 되기도 했다.
- 공격진

인창수 감독은 전형적인 타겟형 스트라이커를 선호하였다.
그러나 아르헨티나 공격수 디에고 비엘키에비츠가 시즌 초반부터 부상을 입고, 좀처럼 경기력이 회복되지 못하며 스쿼드 운영에 차질이 빚어졌다. 신인 공격수 탁우선 또한 기대에 미치지 못하는 모습을 보이며, 최전방 자리에는 본래 미드필더 내지는 윙포워드로 분류되던 선수들이 중앙 공격수 자리를 메꾸게 되는 모습이 잦았다. 최치원, 조찬호, 최오백, 유정완 등이 중앙 공격수 위치에 들어가며 고군분투했다.
- 미드필드

미드필더는 두 명의 수비형 미드필더를 두고, 앞에 공격형 미드필더는 때에 따라 존재하거나 제외되었다. 시즌 초반에는 김준태가 붙박이 주전이었으나, 시즌 중반 이후 최태욱 코치가 대한민국 축구 국가대표팀 코치로 발령되면서 그 자리를 메꾸기 위해 플레잉코치로 전환한 이후 그라운드에 모습을 드러내지 못했다. 김창욱과 김재웅이 남은 한 자리에 번갈아 나오는 모습이었다.
여름 이적시장을 통해 이현성이 합류하면서, 붙박이 주전 자리를 꿰찼다. 이현성은 주로 중앙 미드필더 자리에 섰으나, 때때로 측면 미드필더 자리에서도 활약하였다.
- 수비진

2018시즌에 서울 이랜드는 백쓰리와 백포 전술이 혼용되었던 시즌이었다. 양 쪽 풀백 혹은 윙백은 전반기엔 유지훈과 김태은이 주로 출장하였으며, 감한솔이 로테이션을 돌았다. 그러나 윙백에서 무수한 문제점이 야기되면서, 후반기 이후로는 여러 선수가 이 자리를 메꾸었다. 본래 윙어인 최오백이 우측 윙백을, 본래 수비형 미드필더인 박성우가 좌측 윙백을 서는 경우가 매우 많았다. 여름 이적시장을 통해 들어온 안성빈도 우측 풀백을 자주 섰으나, 백쓰리의 경우에는 중용받지 못했다. 본래 센터백인 전민광도 간혹 좌측 윙백 자리를 메꾸기도 하였다.
센터백은 백포의 경우 전민광과 안지호가, 백쓰리의 경우 중앙 스위퍼 자리에서는 안지호, 양 쯕 스토퍼 자리에는 왼쪽에 전민광 오른쪽에 김재현이 주로 나왔다. 후반기에 합류한 이반 헤르체그와 김동철도 종종 기회를 받았다.

### 스타팅 11과 포메이션
가장 많이 활용된 3 - 4 - 3 포메이션 위에, 포지션 별로 선발 라인업에 가장 많이 포함된 횟수 순으로 결정되었다.
| \| 배번 \| 포지션 \| 국적 \| 이름 \| 선발 \| 비고 \| \| ---- \| ------ \| ---- \| ------ \| ---- \| ----------------------- \| \| 1 \| GK \| \| 김영광 \| 36 \| 전 경기 풀타임 출장 \| \| 22 \| DF \| \| 전민광 \| 31 \| 필드 플레이어 최다 출장 \| \| 6 \| DF \| \| 안지호 \| 27 \| \| \| 4 \| DF \| \| 김재현 \| 22 \| \| \| 27 \| DF \| \| 박성우 \| 9 \| \| \| 13 \| DF \| \| 김태은 \| 15 \| \| \| 14 \| MF \| \| 조재완 \| 16 \| 시즌 최다 득점 \| \| 66 \| MF \| \| 김창욱 \| 17 \| \| \| 77 \| FW \| \| 이현성 \| 18 \| \| \| 16 \| FW \| \| 조찬호 \| 13 \| 시즌 최다 도움 \| \| 7 \| FW \| \| 최오백 \| 28 \| \| | 김영광 박성우 전민광 \|안지호 김재현 김태은 김창욱 조재완 이현성 최오백 조찬호 |          |        |      |                         |
| 배번 | 포지션                                                                         | 국적     | 이름   | 선발 | 비고                    |
| 1 | GK                                                                             | 대한민국 | 김영광 | 36   | 전 경기 풀타임 출장     |
| 22 | DF                                                                             | 대한민국 | 전민광 | 31   | 필드 플레이어 최다 출장 |
| 6 | DF                                                                             | 대한민국 | 안지호 | 27   |                         |
| 4 | DF                                                                             | 대한민국 | 김재현 | 22   |                         |
| 27 | DF                                                                             | 대한민국 | 박성우 | 9    |                         |
| 13 | DF                                                                             | 대한민국 | 김태은 | 15   |                         |
| 14 | MF                                                                             | 대한민국 | 조재완 | 16   | 시즌 최다 득점          |
| 66 | MF                                                                             | 대한민국 | 김창욱 | 17   |                         |
| 77 | FW                                                                             | 대한민국 | 이현성 | 18   |                         |
| 16 | FW                                                                             | 대한민국 | 조찬호 | 13   | 시즌 최다 도움          |
| 7 | FW                                                                             | 대한민국 | 최오백 | 28   |                         |

최종 확인일자: 2018년 11월 11일
출처: 스쿼드 통계, 선발 포메이션.

공식 경기만 해당.

국가: (국적국과 출생국이 다른 경우) 첫 번째=국적국, 두 번째=출생국